# دادگاه عالی اورشلیم

نشان پادشاهی اورشلیم (صلیب اورشلیم).

دیوان یا دادگاه عالی اورشلیم (انگلیسی: Haute Cour)، شورای فئودالی پادشاهی اورشلیم بود. آیین دادرسی یا نظام قضایی صلیبیون پیوند محکمی با نظام فئودالی و زمین‌داری داشت. در رأس نظام قضایی، دادگاه عالی یا دادگاه پادشاهی قرار داشت که ریاست آن برعهده پادشاه و در غیاب او بر عهده یکی از واسال‌های پادشاهی بود. این دادگاه بیشتر وظیفه قانون‌گذاری و تشریع داشت. این دادگاه نهادهای زیرمجموعه نیز داشت: «دادگاه ملی» که این دادگاه در تمام واسال‌های صلیبی وجود داشت. این دادگاه در همان سال‌های ابتدایی دولت صلیبی بود و به امور ساکنان محله رسیدگی می‌کرد. «دادگاه‌های شهر» در شهرهای تجاری تشکیل می‌شدند و بیشتر به اختلافات تجاری، و یا دادرسی‌های بومیان رسیدگی می‌کردند و ریاست آن برعهده فردی به نام Bailli یا همان کفیل بود. این دادگاه ظاهراً از امتیازهای  جمهوری دریایی ایتالیا بوده است. همچنین در پادشاهی اورشلیم «دادگاه بورژوازی» یا دادگاه شهری وجود داشت، به ریاست یک ویسکونت با همراهی دوازده قسم‌خورده از اتباع لاتینی وی. همچنین رانسیمان از دادگاه دیگری نیز نام می‌برد به نام «دادگاه بندرها» که به دستور امالریک در بندرها تشکیل می‌شد و به دعاوی کشتی‌رانی و دریانوردی رسیدگی می‌کرد و اعضای آن از میان بازرگانان و دریانوردان انتخاب می‌شدند.